# Andreï Smirnov (natation)
Pour les articles homonymes, voir Andreï Smirnov et Smirnov.
Andreï Vladislavovitch Smirnov, né le 11 avril 1957 à Léningrad et mort le 16 octobre 2019 à Saint-Pétersbourg, est un nageur soviétique.

## Carrière
Andreï Smirnov participe aux Jeux olympiques d'été de 1976 à Montréal et remporte la médaille de bronze dans l'épreuve du 400 m 4 nages.

## Palmarès

### Championnats d'Europe
- Championnats d'Europe 1974 à Vienne (Autriche) :
  -  Médaille de bronze du 400 m 4 nages.
- Championnats d'Europe 1977 à Jönköping (Suède) :
  -  Médaille d'argent du 200 m 4 nages.
  -  Médaille d'argent du 400 m 4 nages.